# 마리스 파키피키

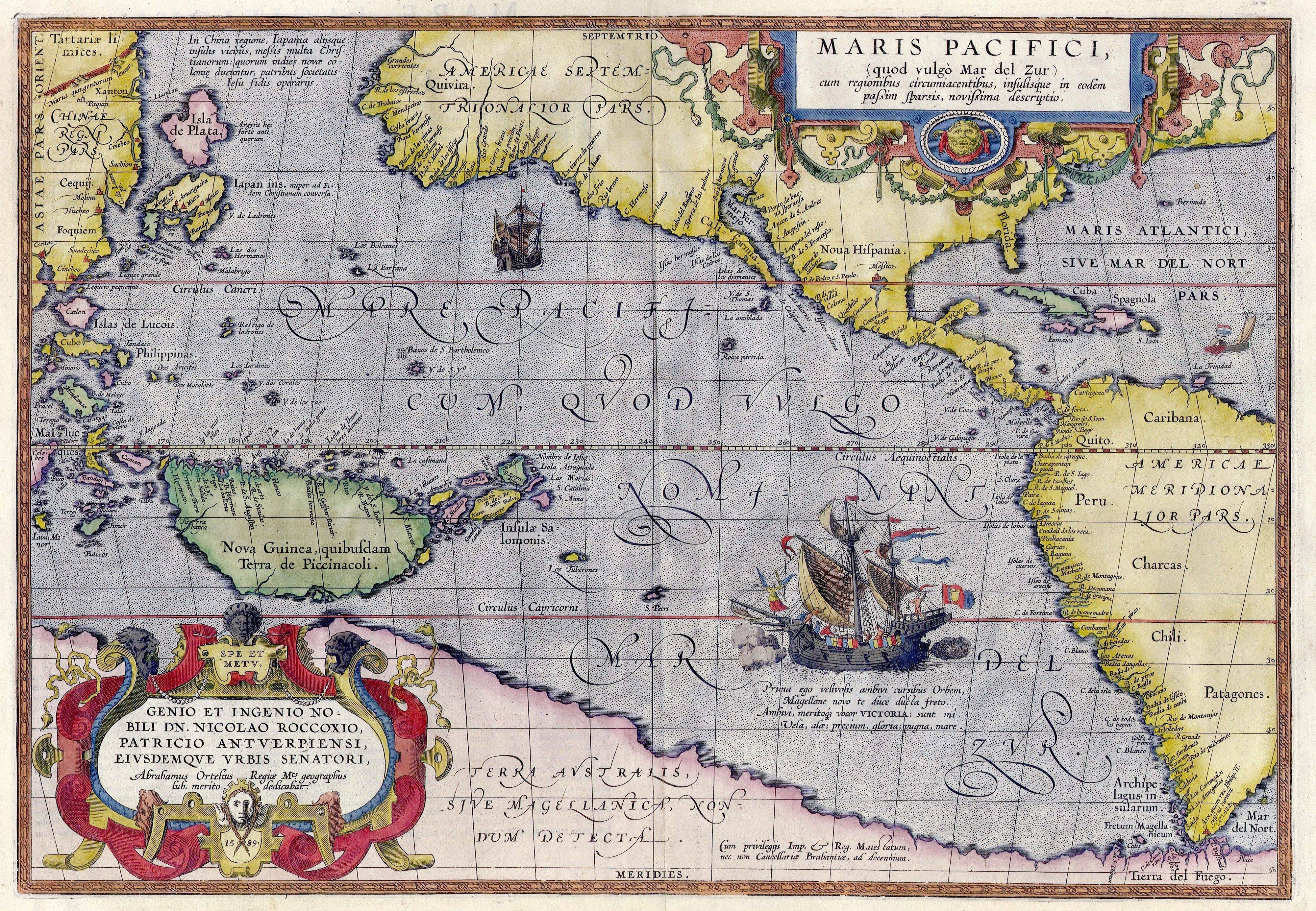

마리스 파키피키(Maris Pacifici)는 1589년 아브라함 오르텔리우스가 그린 지도이다. 태평양 연안의 지역을 그려 놓은 최초의 지도로 꼽힌다. 같은 해에 프란스 호겐베르그가 그린 아메리카의 지도와 페르낭 바스 도라두가 1568년 일본에 대해 간략히 설명한 것을 토대로 그린 것이다.
지도의 위를 보면 가장 큰 부분이 중국임을 알 수 있으며 아래쪽으로는 필리핀에 대해서 그려놓았다. 한반도에 대해서는 찾아볼 수는 있겠으나 특별한 지침은 없다.